# 山吉正盛
山吉 正盛（やまよし まさもり、生没年不詳）は、室町時代後期から戦国時代にかけての武士。

## 略歴
山吉久盛の子として誕生。
永正8年（1511年）、本成寺に2通の安堵状を発給している。
父・久盛は守護代・長尾邦景の忠実な被官であったが、文安3年（1444年）以降は史料に現れず、邦景父子没落時の山吉氏の動向は不明とされている。しかし、応永の乱 (越後国)で邦景父子が没落し新たな新守護代家が成立するなかでも、山吉氏の蒲原郡代、三条城代としての地位は揺るぎなかったとされ、守護代・長尾能景時代の延徳4年（1492年）に山吉四郎右兵衛尉正綱が史料上登場してくる。この正綱や正盛とほぼ同時代に登場する山吉能盛と正盛との関係は不明とされる。